# Tunnel du détroit de Taïwan

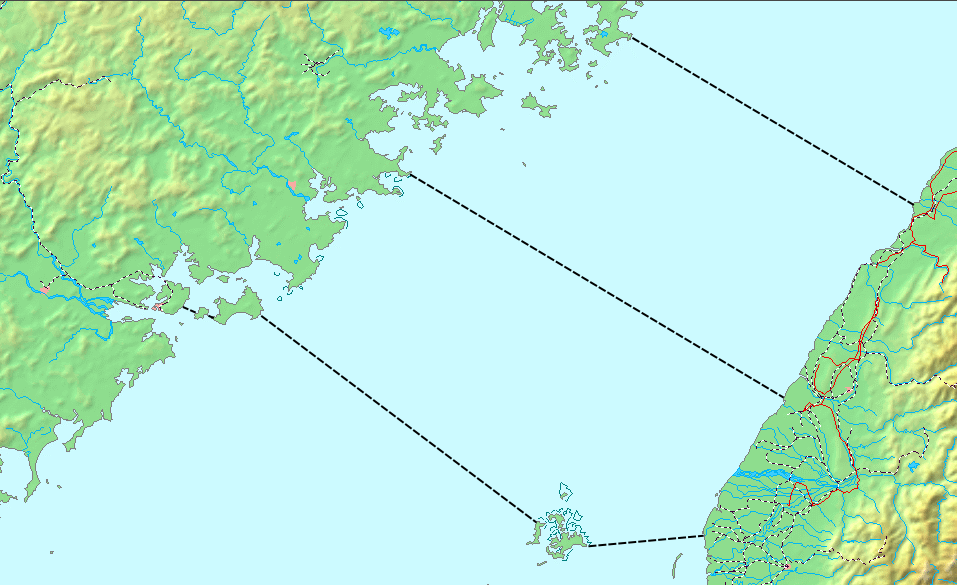
Projets de tunnels sous marins entre Taïwan et la Chine

Le tunnel du détroit de Taiwan est un projet de construction d'un tunnel sous-marin ou d'un pont proposé pour relier les deux côtés du détroit de Taïwan. Un tel tunnel qui aurait une longueur de près de 150 kilomètres relierait la Chine continentale (province du Fujian) à l'île de Taiwan.